# Lobobunaea batesi
Lobobunaea batesi är en fjärilsart som beskrevs av Eugène Louis Bouvier 1930. Lobobunaea batesi ingår i släktet Lobobunaea och familjen påfågelsspinnare. Inga underarter finns listade i Catalogue of Life.